# Microdon guianicus
Microdon guianicus är en tvåvingeart som beskrevs av Charles Howard Curran 1925. Microdon guianicus ingår i släktet myrblomflugor, och familjen blomflugor. Inga underarter finns listade i Catalogue of Life.